# Borgo Durbecco
Il Borgo Durbecco di Faenza comprende il territorio cittadino a est oltre Ponte delle Grazie sul fiume Lamone. La via principale del borgo è la Via Emilia oggi corrispondente a Corso Europa.

## Storia

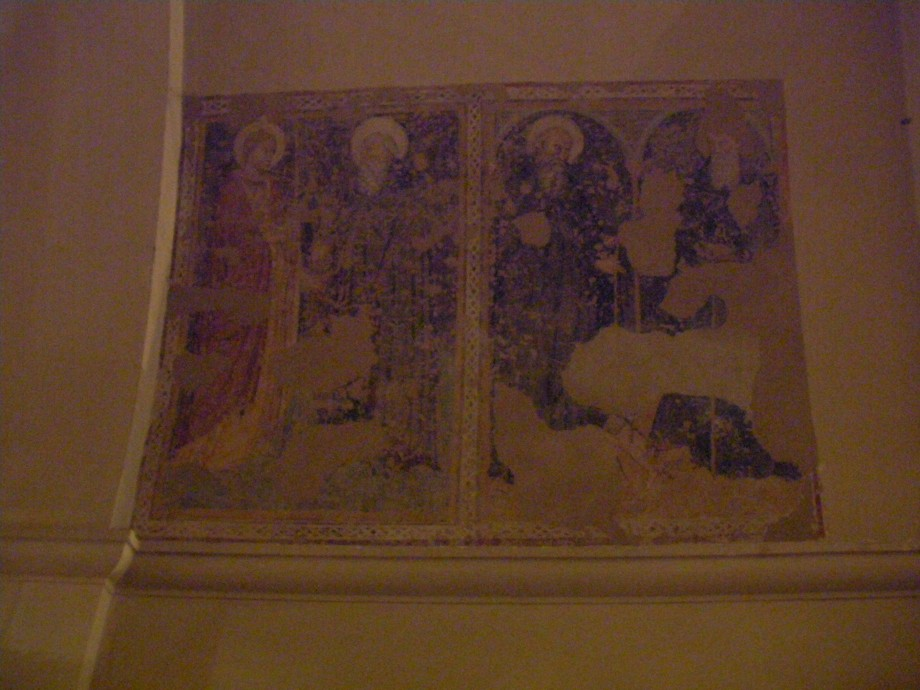
Un affresco di scuola romagnola nella chiesa della Commenda che raffigura quattro santi risalente alla fine del XIV secolo

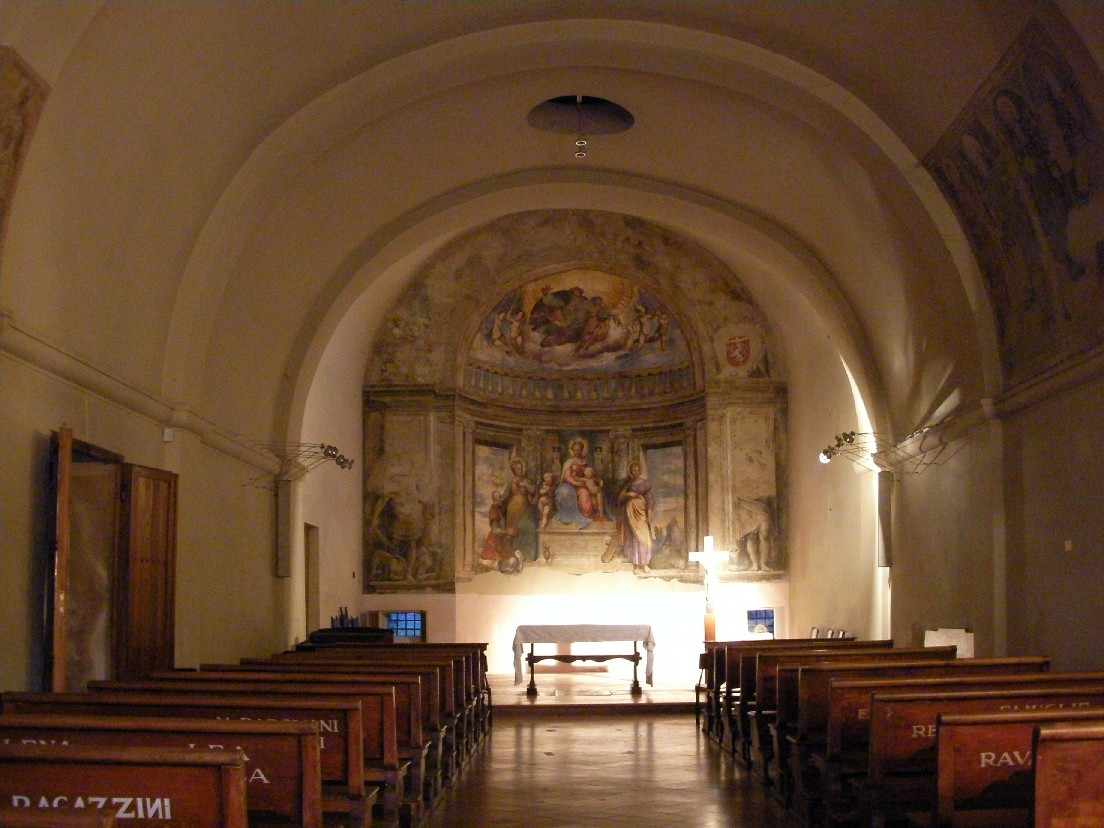
Il grande affresco dell'abside commissionato da fra' Sabba nel 1533 al pittore Girolamo da Treviso raffigurante la Madonna in trono fra S. Maria Maddalena e S. Caterina d'Alessandria e Fra Sabba inginocchiato. In alto vi si trova il Padre Eterno in gloria

Il primo nucleo abitativo del borgo risale all'XI secolo. 
Nel 1313 Francesco Manfredi, signore di Faenza, portò a termine la costruzione del ponte delle Torri che collegava Faenza con il Borgo Durbecco, distrutto nel 1842 da una piena del fiume Lamone.
Attualmente il borgo è collegato alla città dal Ponte delle Grazie.

## Monumenti e luoghi d'interesse

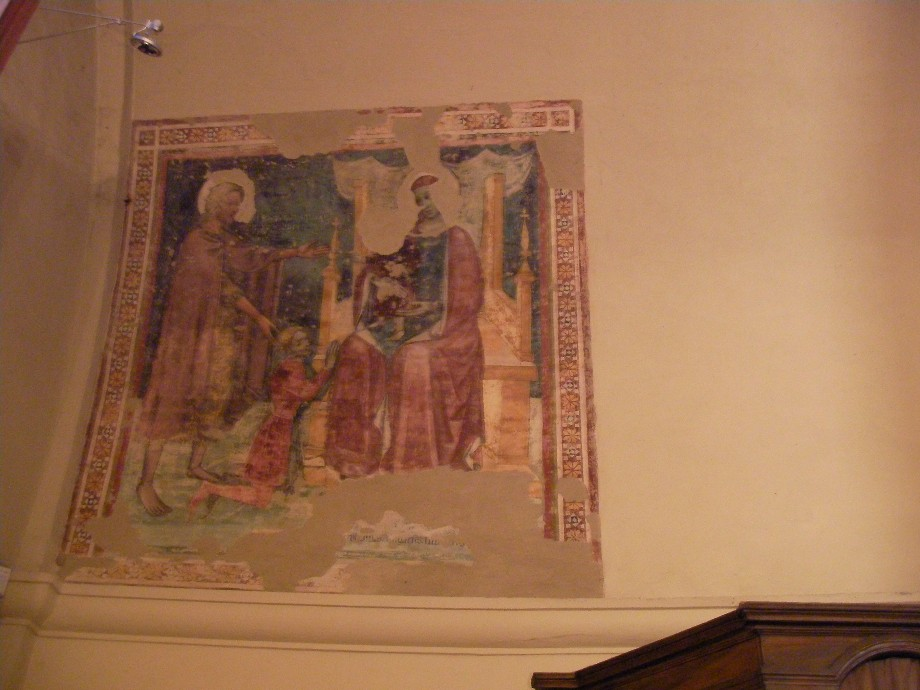
Un affresco di scuola romagnola nella chiesa della Commenda che raffigura la Madonna in trono, San Giovanni Battista e un devoto, datato 1410-1420

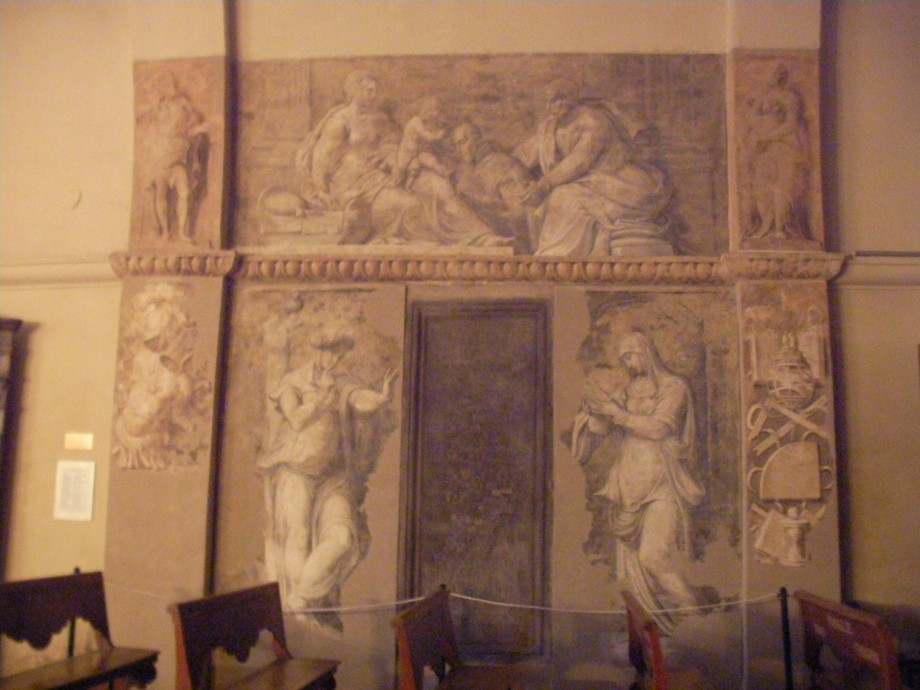
Il grande affresco sul lato sinistro della chiesa della Commenda in chiaroscuro attorno al sepolcro di Fra Sabba realizzati da Francesco Menzocchi realizzati nel 1545-50

Partendo dal centro della città, si incontra la chiesa quattrocentesca della Ss. Annunziata, oggi sconsacrata e adibita a sala espositiva. Storicamente la chiesa era sede della compagnia della SS. Annunziata. Nel 1476 la chiesa fu rinnovata. I lavori erano diretti da Raffaele Campidori e Pietro Tomba. 
Appena dietro la chiesa della Santissima Annunziata si trova la chiesa di Sant'Antonino, edificata fra il 1721 e il 1723 su disegno di Giuseppe Antonio Soratini ed annessa ad un monastero di camaldolesi. La facciata realizzata in laterizio, presenta quattro lesene e due nicchie nel primo ordine e due finestre murate nel secondo. All'interno, di derivazione romana, si trova un interessante altare maggiore e cappelle laterali architravate.
Continuando si incontra l'edificio più antico del borgo, la chiesa della Commenda, fondata nella prima metà del XII secolo. Fu edificata per ospitare i pellegrini diretti o provenienti dalla Terra Santa. Nel XIII secolo la chiesa entrò in possesso dei Cavalieri dell'Ordine di San Giovanni di Gerusalemme che la gestirono attraverso Commendatari e per questo viene detta "della Commenda". Nel 1518 fu commendatore il lombardo fra' Sabba da Castiglione che fece realizzare gli affreschi ancor oggi visibili. Il notevole affresco dell'abside è opera di Girolamo da Treviso. La chiesa è a navata unica coperta con volta; lateralmente presenta un loggiato.
La chiesa presenta un chiostro recentemente restaurato, attualmente sede del Rione Bianco, uno dei cinque rioni storici della città.
Il borgo presentava una cinta muraria simile a quella della città. L'unica porta ancora visibile è la Porta delle Chiavi anche se nel corso del tempo ha subito molte modifiche. Il nome della Porta deriva dal dono delle chiavi della città a papa Pio IX nel 1857.

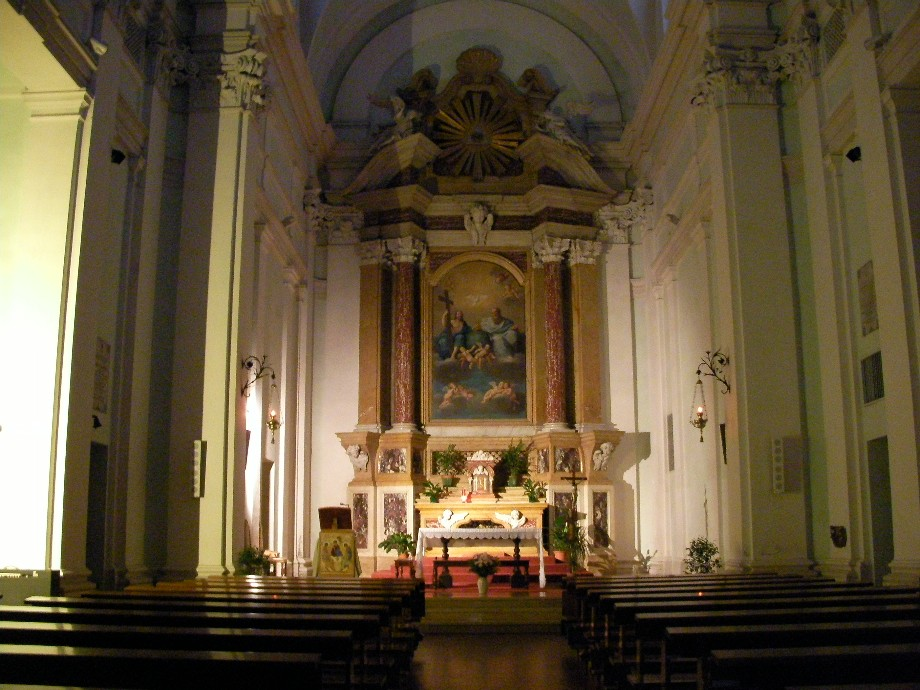
L'interno della chiesa di Sant'Antonino
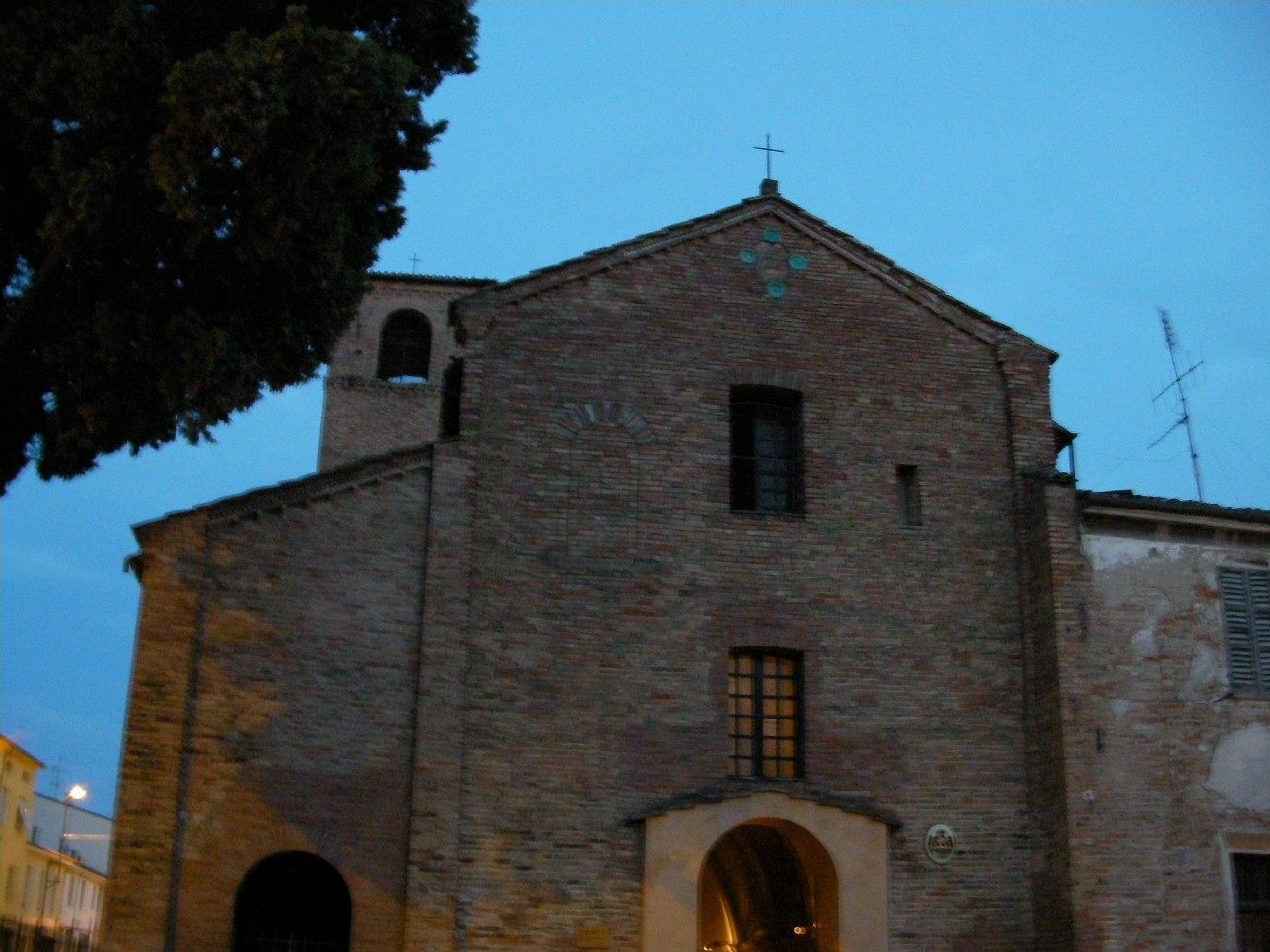
L'esterno della chiesa della Commenda
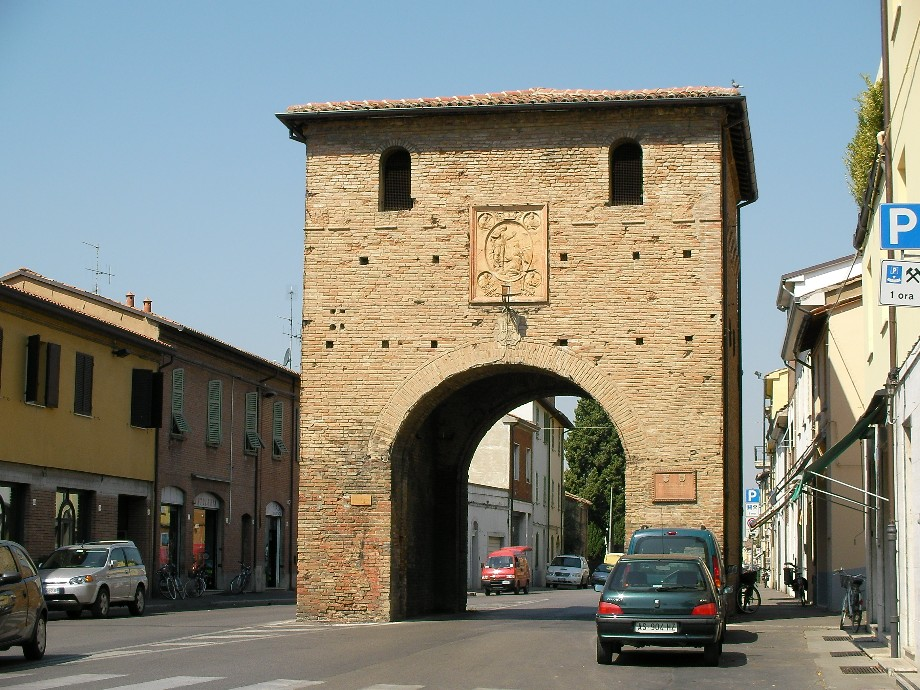
La porta delle chiavi